# Xuanzang
Xuanzang (ur. ok. 602, zm. 664) – chiński mnich buddyjski i podróżnik.
W 627 opuścił Chiny i udał się w podróż do Azji Środkowej w celu pogłębienia wiedzy o buddyzmie. Jako pierwszy w historii podróżnik przeszedł przez Pamir do Badachszanu. Przekraczając Hindukusz, dotarł go Gandhary. W Indiach został gościnnie przyjęty na dworze królewskim w Kaszmirze.
Xuanzang spędził w Indiach 15 lat, podczas których korzystając z mecenatu króla Harszy pielgrzymował po buddyjskich klasztorach, pobierając w nich nauki. W 633 roku płynąc wzdłuż Gangesu dotarł do Magadhy, gdzie odwiedził wszystkie miejsca związane z biografią Buddy. Wiele lat spędził w słynnej Nalandzie, gdzie uczył się sanskrytu i studiował filozofię buddyjską.
W 645 roku Xuanzang powrócił do Chin, przywożąc ze sobą 520 skrzyń zawierających 657 buddyjskich ksiąg, które następnie wraz z uczniami przetłumaczył z sanskrytu na chiński. Sporządził także relację ze swojej podróży, Zapiski z podróży po krajach zachodnich za panowania dynastii Tang (大唐西域記, Dà Táng Xīyù Jì). Zawarł w niej obszerne opisy krajów Azji Środkowej, Afganistanu, Indii, Pakistanu, Nepalu i Cejlonu, omawiając ich historię, geografię oraz zwyczaje mieszkańców.
Jest uważany za twórcę chińskiej szkoły faxiang, będącej odpowiednikiem tradycji jogaczary. 
Podróże Xuanzanga stały się inspiracją dla XVI-wiecznej powieści Podróż na Zachód Wu Cheng’ena.